# Basilica di Santa Maria di Nazareth
La basilica di Santa Maria di Nazareth è un luogo di culto cattolico situato nel comune di Sestri Levante, in piazza Giacomo Matteotti, nella città metropolitana di Genova. La chiesa è sede della parrocchia omonima del vicariato di Sestri Levante della diocesi di Chiavari.

## Storia

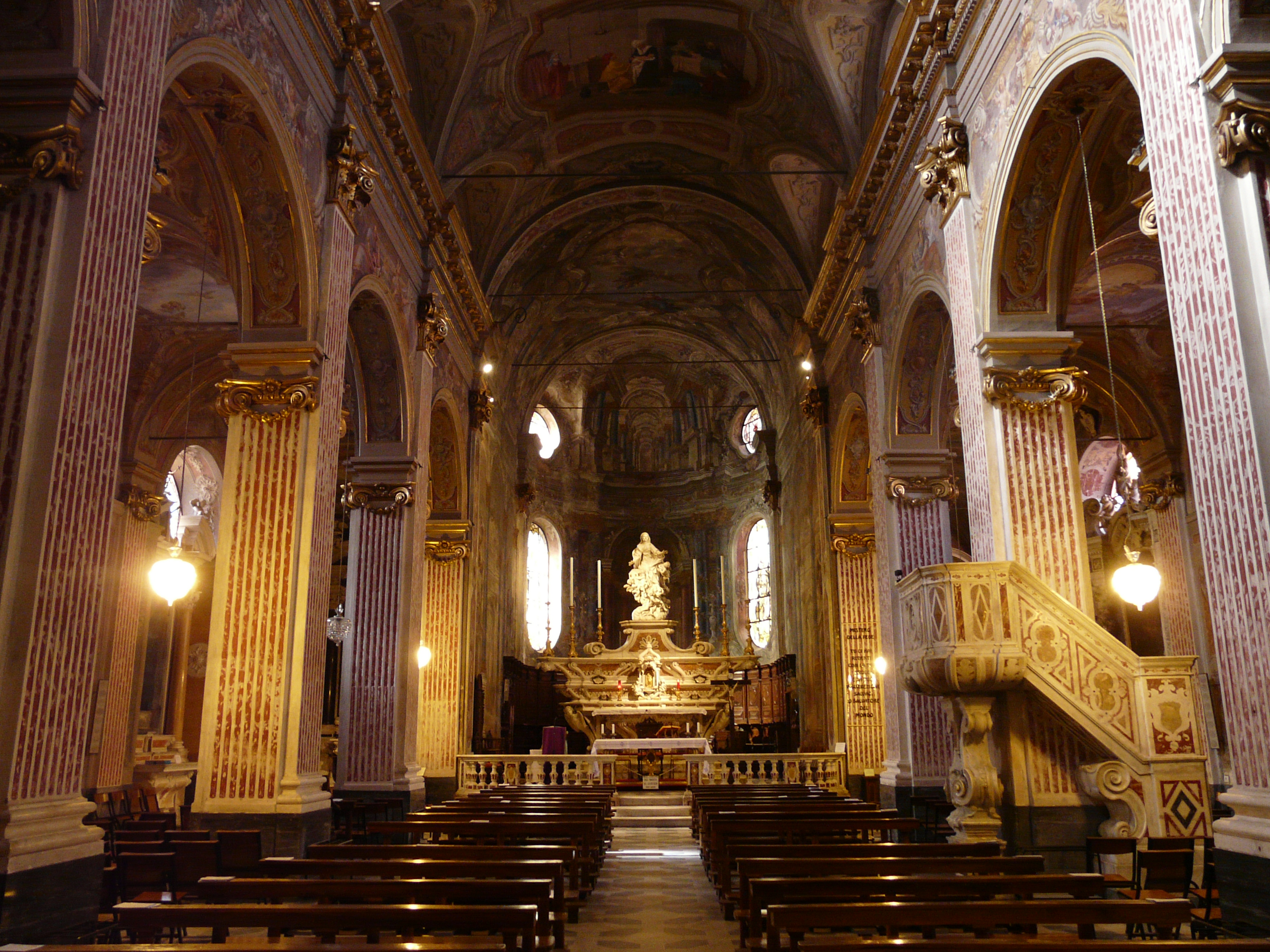
La navata centrale

Già nel 1368 è attestata la presenza di una piccola cappella intitolata a santa Maria di Nazareth, ma fu nel corso del 1604 che, a seguito della cessione di un appezzamento da parte del nobile locale Bernardo Bolasco, furono intrapresi i lavori per l'edificazione di un nuovo edificio di culto. La nuova chiesa si rese necessaria anche a causa del definitivo consolidamento dell'istmo con il promontorio, detto localmente "Isola", e che conseguentemente portò ad una nuova estensione urbanistica del borgo stesso di Sestri Levante; la preesistente chiesa di San Nicolò, posta alla cima dell'Isola e già sede parrocchiale, non fu quindi più idonea per le esigenze spirituali della crescente popolazione.
I lavori per l'edificazione dell'edificio furono affidati all'architetto Gio Batta Carbone che completò l'opera quasi dodici anni dopo. Ereditato il titolo di concattedrale della diocesi di Brugnato dalla preesistente chiesa di San Nicolò, fu sede di sinodi diocesani dal 1675 al 1725 nonché dimora dei vescovi della diocesi dal XVI al XVIII secolo. Eletta al titolo di collegiata nel 1755, fu nominata a basilica romana minore il 22 giugno del 1962, pochi anni dopo il passaggio nella diocesi di Chiavari (1959).

## Descrizione

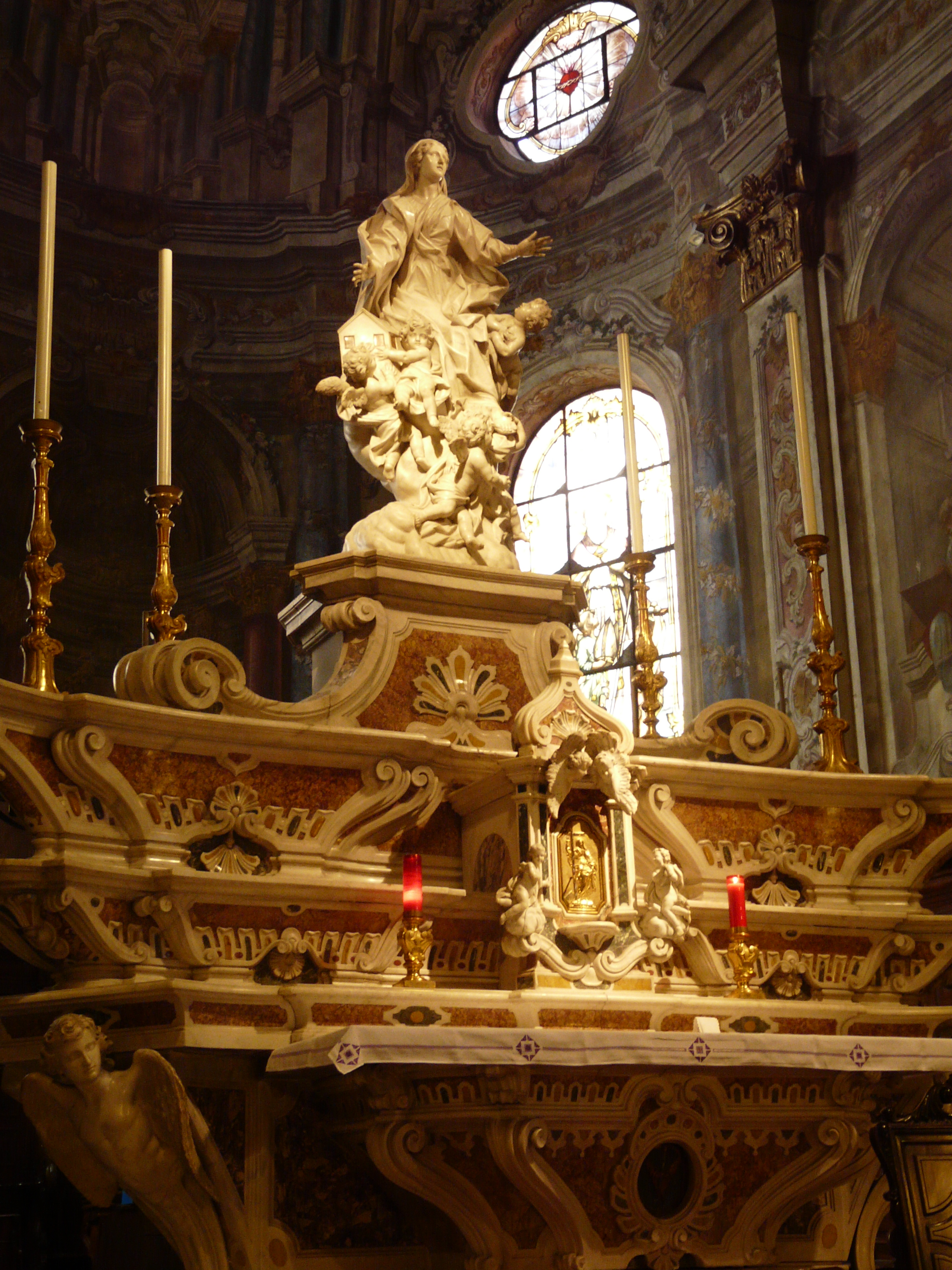
L'altare maggiore

L'interno presenta una struttura a tre navate divise da quadrangolari pilastri con lesene su cui poggiano archi a tutto sesto. Le decorazioni sono databili tra il XVIII e XIX secolo. La navata centrale presenta una volta a botte lunettata, un profondo presbiterio sopraelevato e un'abside semicircolare. L'altare maggiore con marmi policromi è databile al 1762 e conserva un gruppo scultoreo raffigurante la Vergine con i cherubini che sorreggono la Santa Casa di Nazaret; sia l'altare che la statua marmorea sono opera dello scultore Francesco Maria Schiaffino.
Nelle navate laterali sono presenti diverse cappelle laterali con piccole volte a crociera.
La facciata venne completamente rifatta tra il 1837 e il 1840 in stile neoclassico su disegno dell'architetto Giambattista Prato che realizzò due nuove porte laterali e un pronao con colonne ioniche e timpano triangolare. Della precedente facciata originaria, del XVII secolo, rimangono i due campanili ai lati che presentano però anch'essi decorazioni del XIX secolo; sul portale è presente una statua in marmo della Madonna col Bambino.

### Le opere
All'interno sono presenti diversi elementi pittorici e scultorei. Nella navata maggiore gli affreschi della volta sono opera del pittore Lazzaro De Maestri del 1893; nel secondo altare della navata destra il dipinto Martirio di santa Caterina d'Alessandria di Castellino Castello; nel presbiterio e nell'abside opere di Rocco Costa e Giuseppe Galeotti.
Nella cappella a sinistra della navata maggiore vi è il crocifisso in legno del XII secolo proveniente dalla precedente e prima parrocchiale di San Nicolò dell'Isola. Conosciuto localmente come "Santo Cristo", una tradizione popolare vuole che il crocifisso fu portato a Sestri Levante dal mare, trasferito nella chiesa dell'Isola e, nel 1616, collocato qui nel coro. Malandato e spostato in sacrestia tra il 1690 e il 1700, per un evento considerato prodigioso dalla popolazione (secondo la leggenda "il volto del Cristo aprì gli occhi come una persona viva") fu risparmiato da un imminente rogo. L'icona, oramai venerata dai sestresi per i presunti miracoli e protezione in diverse e sventurate occasioni quali siccità, colera e tempeste, fu solennemente esposta nel 1725 per la pubblica venerazione e collocato presso l'omonimo altare, quest'ultimo realizzato nel 1785. Il 2 ottobre del 1902 il pontefice Leone XIII acconsentì alla sua incoronazione, evento che si attuò il 13 settembre del 1903 alla presenza del futuro cardinale segretario di Stato Domenico Ferrata.
Altri dipinti e sculture sono visibili nella navata sinistra quali il gruppo ligneo raffigurante la Deposizione del XVIII secolo, la Pentecoste di Domenico Fiasella, il Transito di san Giuseppe di Orazio De Ferrari del 1654, la Madonna del Carmine e i santi Lorenzo e Giovanni Battista del pittore Lazzaro Tavarone.

## Feste e ricorrenze
La processione "del Santo Cristo" avviene ogni 25 anni.

## Galleria d'immagini

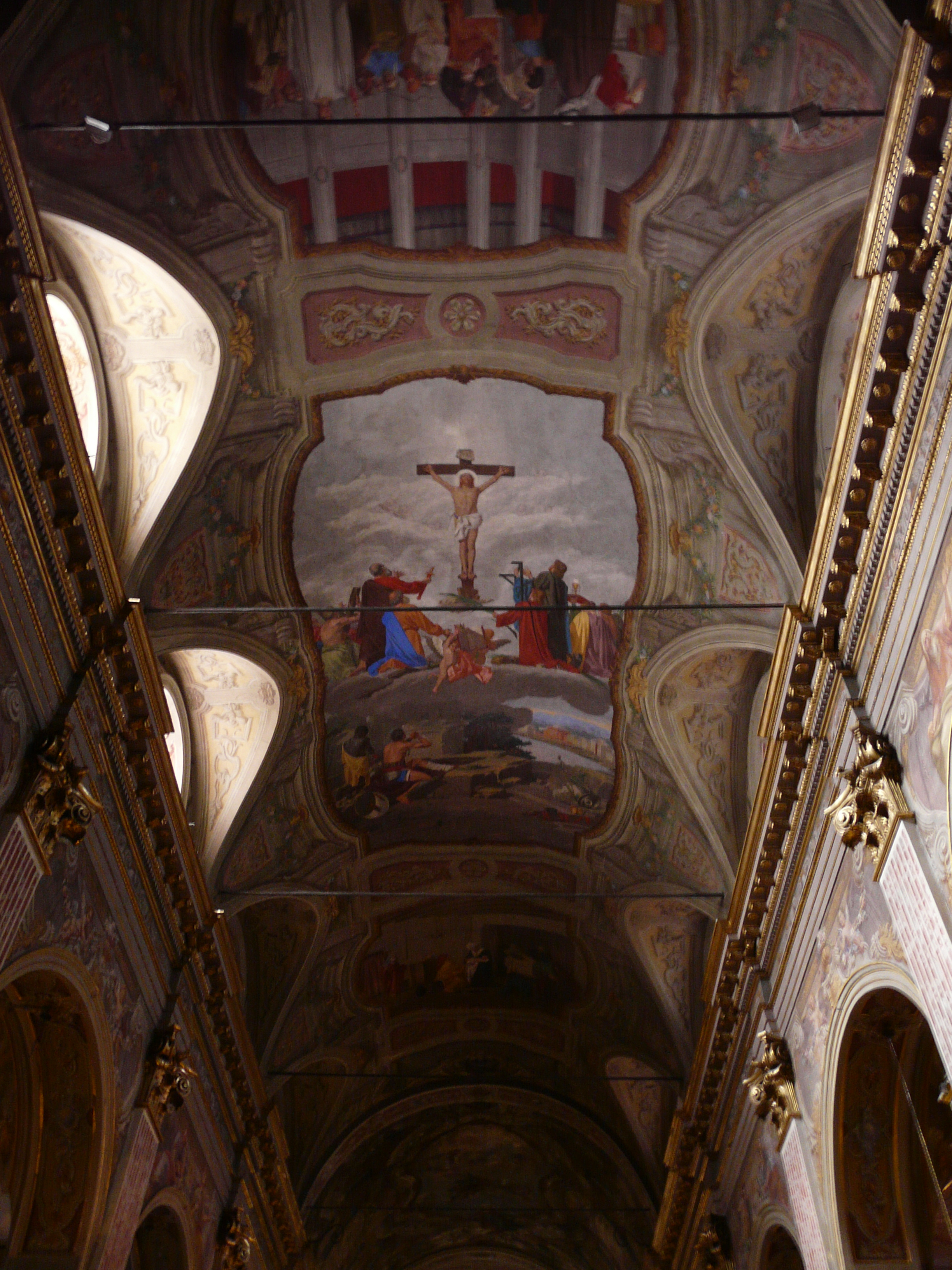
Il soffitto della navata centrale
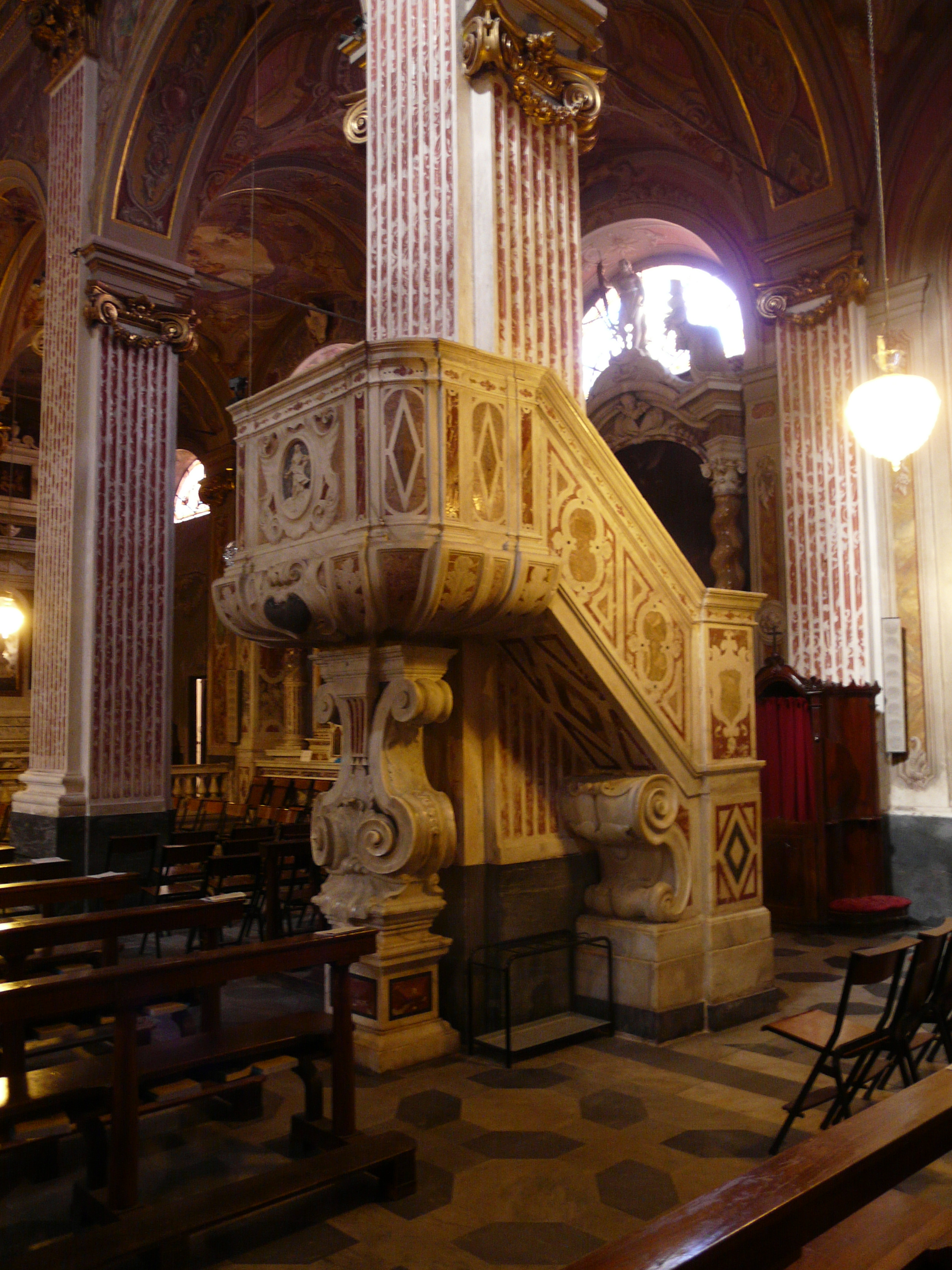
Il pulpito
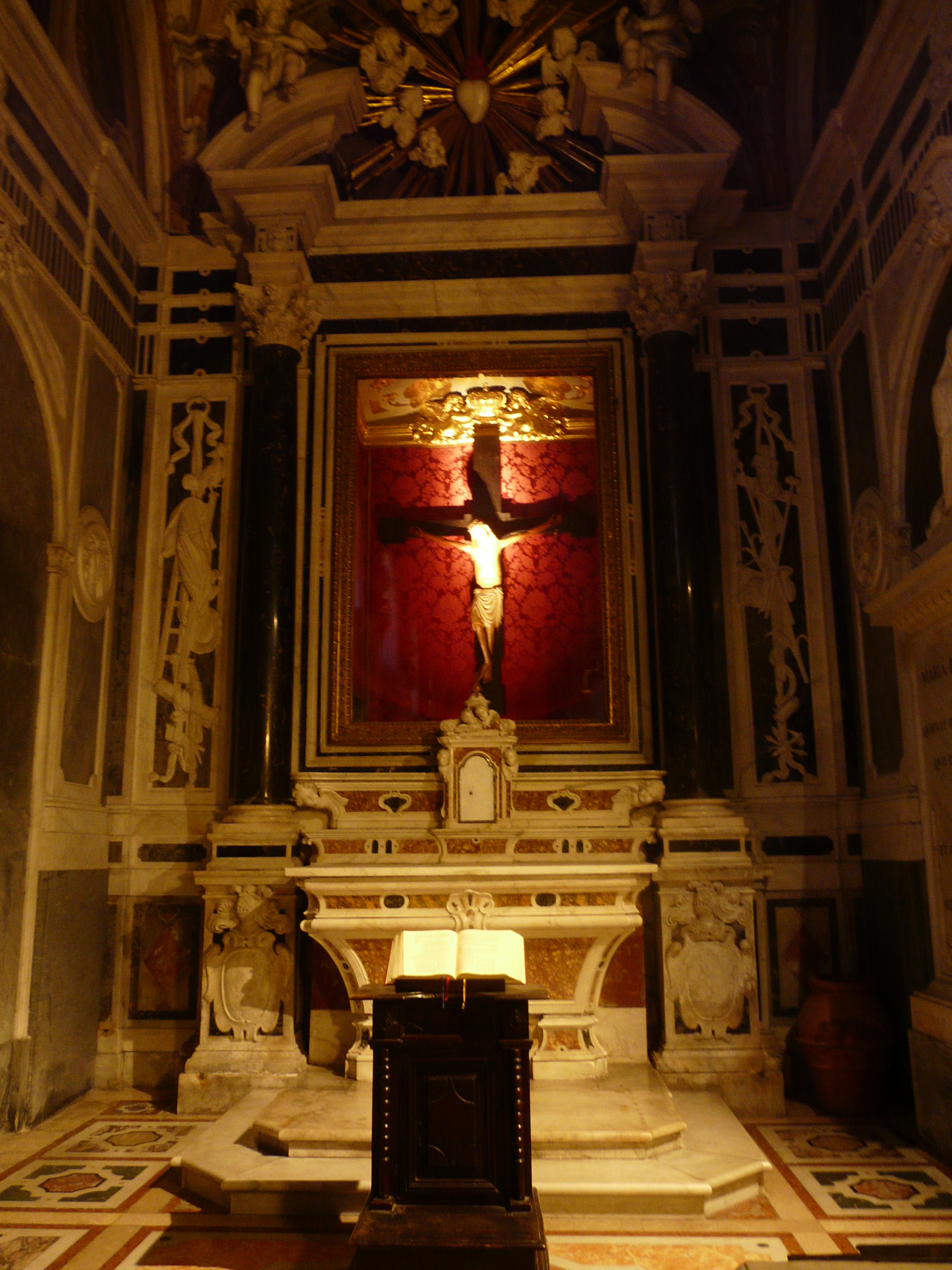
L'altare del Santissimo Crocifisso